# Grand Prix-wegrace van België 1974
De Grand Prix-wegrace van België 1974 was de zevende race van het wereldkampioenschap wegrace-seizoen 1974. De race werd verreden op 7 juli 1974 op het Circuit de Spa-Francorchamps nabij Malmedy, (Liège).

## Algemeen
Eduardo Celso-Santos kreeg onderweg naar de Grand Prix van België een ernstig auto-ongeluk waarbij hij beide benen en enkels brak. Silvio Grassetti beëindigde zijn carrière nadat hij gewond raakte bij een valpartij in de training.

## 500 cc
In België gebruikte Giacomo Agostini een nieuwe versie van zijn YZR 500, smaller en vooral lichter dan de oude. Het werd echter een grote teleurstelling. Hij was kansloos tegen Phil Read met de eveneens nieuwe MV Agusta, die hem op 1 minuut en 12 seconden reed. Al in de eerste ronde had Read een voorsprong van 7,5 seconde op Barry Sheene, die weer 1 seconde voor Agostini langs kwam. Na twee ronden was de voorsprong van Read al 20 seconden. De voorsprong van Read werd steeds groter, maar ook Sheene wist zich steeds verder af te scheiden van Agostini. Sheene viel echter uit, waardoor Agostini toch nog tweede werd. Om de derde plaats werd wel stevig gevochten, een strijd die door Dieter Braun werd gewonnen ten koste van Patrick Pons.

### Uitslag 500 cc
| Pos | Coureur              | Merk            | Tijd            | Punten          |
| --- | -------------------- | --------------- | --------------- | --------------- |
| 1   | Phil Read            | MV Agusta       | 47' 47" 7       | 15              |
| 2   | Giacomo Agostini     | Yamaha          | +1' 12" 2       | 12              |
| 3   | Dieter Braun         | Yamaha          | +1' 16" 2       | 10              |
| 4   | Patrick Pons         | Yamaha          | +1' 16" 4       | 8               |
| 5   | Jack Findlay         | Suzuki          | +1' 38" 8       | 6               |
| 6   | Michel Rougerie      | Harley-Davidson | +2' 26" 4       | 5               |
| 7   | John Williams        | Yamaha          | +2' 42" 6       | 4               |
| 8   | Christian Léon       | Kawasaki        | +2' 56" 5       | 3               |
| 9   | Paul Eickelberg      | König           | +4' 53" 3       | 2               |
| 10  | Gianfranco Bonera    | MV Agusta       | +5' 14" 2       | 1               |
| 11  | Olivier Chevallier   | Yamaha          | +1 ronde        |                 |
| 12  | Bernard Fau          | Yamaha          | +1 ronde        |                 |
| 13  | Bo Granath           | Husqvarna       | +1 ronde        |                 |
| 14  | François Hollebecq   | Yamaha          | +1 ronde        |                 |
| 15  | Charles Nies         | Yamaha          | +1 ronde        |                 |
| 16  | Nico van der Zanden  | Yamaha          | +1 ronde        |                 |
| 17  | John Weeden          | Yamaha          | +1 ronde        |                 |
| 18  | Billie Nelson        | Yamaha          | +1 ronde        |                 |
| 19  | Pentti Korhonen      | Yamaha          | +2 ronden       |                 |
| DNF | Teuvo Länsivuori     | Yamaha          |                 |                 |
| DNF | John Dodds           | Yamaha          |                 |                 |
| DNF | Reinhard Hiller      | König           |                 |                 |
| DNF | Gérard Choukroun     | Yamaha          |                 |                 |
| DNF | Hervé Regout         | Yamaha          |                 |                 |
| DNF | Barry Sheene         | Suzuki          | versnellingsbak | versnellingsbak |
| DNF | Víctor Palomo        | Yamaha          |                 |                 |
| DNF | Werner Giger         | Yamaha          |                 |                 |
| DNF | Ernst Hiller         | König           |                 |                 |
| DNF | Gary Nixon           | Suzuki          |                 |                 |
| DNF | Pierre Bosch         | Yamaha          |                 |                 |
| DNF | Alex George          | Yamaha          |                 |                 |
| DNF | Karl Auer            | Yamaha          |                 |                 |
| DNF | Philippe Chaltin     | Yamaha          |                 |                 |
| DNF | Charlie Williams     | Yamaha          |                 |                 |
| DNF | Chas Mortimer        | Yamaha          |                 |                 |
| DNF | Jean-Claude Meilland | Yamaha          |                 |                 |
| DNF | Horst Lahfeld        | König           |                 |                 |
| DNF | Tom Herron           | Yamaha          |                 |                 |

## 250 cc
De 250cc-race in België was van het begin tot het einde spannend en ging aanvankelijk tussen vijf rijders: Takazumi Katayama, die in de training drie seconden sneller was geweest dan de rest, John Dodds, Dieter Braun, Kent Andersson en Michel Rougerie. Rougerie kreeg problemen door een te rijk mengsel van zijn Harley-Davidson en moest afhaken, maar de andere vier vochten tot aan de streep door. Andersson won, Braun werd tweede, Katayama derde en Dodds vierde, maar ze finishten binnen 0,1 seconde.

### Uitslag 250 cc
| Pos | Coureur             | Merk            | Tijd       | Punten |
| --- | ------------------- | --------------- | ---------- | ------ |
| 1   | Kent Andersson      | Yamaha          | 37' 59" 60 | 15     |
| 2   | Dieter Braun        | Yamaha          | +0" 02     | 12     |
| 3   | Takazumi Katayama   | Yamaha          | +0" 05     | 10     |
| 4   | John Dodds          | Yamaha          | +0" 07     | 8      |
| 5   | Michel Rougerie     | Harley-Davidson | +31" 9     | 6      |
| 6   | Walter Villa        | Harley-Davidson | +32" 1     | 5      |
| 7   | Patrick Pons        | Yamaha          | +46" 8     | 4      |
| 8   | Tom Herron          | Yamaha          | +1' 08" 5  | 3      |
| 9   | John Williams       | Yamaha          | +1' 08" 8  | 2      |
| 10  | Pentti Korhonen     | Yamaha          | +1' 09" 1  | 1      |
| 11  | Paolo Pileri        | Yamaha          | +1' 10" 1  |        |
| 12  | Gérard Choukroun    | Yamaha          | +1' 37" 1  |        |
| 13  | Charlie Williams    | Maxton-Yamaha   | +1' 41" 9  |        |
| 14  | John Weeden         | Yamaha          | +1' 45" 8  |        |
| 15  | Olivier Chevallier  | Yamaha          | +1' 46" 6  |        |
| 16  | Bernard Fau         | Yamaha          | +1' 47" 8  |        |
| 17  | Rolf Minhoff        | Maico           | +1' 48" 0  |        |
| 18  | Billie Nelson       | Yamaha          | +1' 54" 9  |        |
| 19  | Horst Lahfeld       | Yamaha          |            |        |
| 20  | Tapio Virtanen      | Yamaha          |            |        |
| 21  | Werner Giger        | Yamaha          |            |        |
| 22  | Bo Granath          | Yamaha          |            |        |
| 23  | Francis Hollebecq   | Yamaha          |            |        |
| 24  | Alex George         | Yamaha          |            |        |
| 25  | Patrick Fernandez   | Yamaha          |            |        |
| 26  | Boet van Dulmen     | MZ              |            |        |
| 27  | Helmut Kassner      | Yamaha          |            |        |
| 28  | Nico van der Zanden | Yamaha          |            |        |

## 125 cc
In de 125cc-race vormde zich al in de eerste ronde een kopgroep met Ángel Nieto, Bruno Kneubühler en Kent Andersson. Zij bleven tot de finish samen, waarbij regelmatig van positie gewisseld werd. In de laatste ronde wist Nieto zich tussen Andersson en Kneubühler te rijden. Bij de La Source haarspeldbocht wrong hij zijn machine naast die van Andersson, die daardoor naar buiten werd gedwongen en zijn gas even moest afsluiten. Daardoor won Nieto met 0,6 seconde voorsprong.

### Uitslag 125 cc
| Pos | Coureur                | Merk       | Tijd      | Punten |
| --- | ---------------------- | ---------- | --------- | ------ |
| 1   | Ángel Nieto            | Derbi      | 36' 33" 5 | 15     |
| 2   | Kent Andersson         | Yamaha     | +0" 6     | 12     |
| 3   | Bruno Kneubühler       | Yamaha     | +0" 8     | 10     |
| 4   | Harald Bartol          | Suzuki     | +1' 24" 6 | 8      |
| 5   | Otello Buscherini      | Malanca    | +2' 19" 5 | 6      |
| 6   | Eugenio Lazzarini      | Piovaticci | +2' 27" 8 | 5      |
| 7   | Gert Bender            | Bender     | +3' 33" 3 | 4      |
| 8   | Horst Seel             | Maico      | +3' 46" 3 | 3      |
| 9   | Rudolf Weiss           | Maico      | +4' 00" 5 | 2      |
| 10  | José Lazo              | MZ         | +4' 01" 0 | 1      |
| 11  | Matti Salonen          | Yamaha     |           |        |
| 12  | Thierry Tchernine      | Yamaha     |           |        |
| 13  | Benjamin Laurent       | Yamaha     |           |        |
| 14  | Werner Rubel           | Maico      |           |        |
| 15  | Jean-Louis Guignabodet | Yamaha     |           |        |
| 16  | Jan Huberts            | MZ         |           |        |
| 17  | Manuel Arias           | MZ         |           |        |
| 18  | Hans-Jürgen Hummel     | Yamaha     |           |        |
| 19  | Pierre Dumont          | Yamaha     |           |        |

## 50 cc
Jamathi had nog steeds grote problemen in de trainingen van België. De machine van Jan Bruins leverde op de rollenbank 2 pk meer dan die van vorig jaar, maar de rondetijden waren 20 seconden langzamer. Gerhard Thurow had de snelste trainingstijd, maar de favorieten kwamen helemaal niet op de eerste startrij, die verder werd bezet door Rudolf Kunz, Julien van Zeebroeck (Van Veen-Kreidler) en Herbert Rittberger. Jan Bruins deed het met de Jamathi op de vijfde startplaats nog beter dan Henk van Kessel. Van Kessel startte wel goed en vertrok als tweede achter Thurow. Van Kessel wist Thurow in de vierde ronde even te passeren, maar werd meteen teruggepakt. Van Kessel kreeg van zijn team niet door dat de laatste ronde was aangebroken en liet Thurow iets weglopen. In de laatste kilometers kreeg hij hem niet meer te pakken. Thurow won, van Kessel werd tweede en Kunz werd derde nadat hij die positie de hele race onbedreigd had vastgehouden.

### Uitslag 50 cc
| Pos | Coureur              | Merk              | Tijd      | Punten |
| --- | -------------------- | ----------------- | --------- | ------ |
| 1   | Gerhard Thurow       | Kreidler          | 26' 11" 6 | 15     |
| 2   | Henk van Kessel      | Van Veen-Kreidler | +1" 8     | 12     |
| 3   | Rudolf Kunz          | Kreidler          | +40" 4    | 10     |
| 4   | Julien van Zeebroeck | Van Veen-Kreidler | +1' 05" 1 | 8      |
| 5   | Jan Huberts          | Kreidler          | +1' 07" 8 | 6      |
| 6   | Cees van Dongen      | Kreidler          | +1' 16" 5 | 5      |
| 7   | Jan Bruins           | Jamathi           | +1' 17" 4 | 4      |
| 8   | Herbert Rittberger   | Kreidler          | +1' 24" 8 | 3      |
| 9   | Stefan Dörflinger    | Kreidler          | +1' 59" 5 | 2      |
| 10  | Ulrich Graf          | Kreidler          | +1' 59" 9 | 1      |
| 11  | Hans-Jürgen Hummel   | Kreidler          |           |        |
| 12  | Otello Buscherini    | Malanca           |           |        |
| 13  | Jürgen Röller        | Kreidler          |           |        |
| 14  | Pierre Audry         | ABF               |           |        |
| 15  | Armando Lopez        | Derbi             |           |        |
| 16  | Kasimir Rapcynski    | Kreidler          |           |        |
| 17  | Nigel Stone          | Jamathi           |           |        |
| 18  | Ingo Emmerich        | Kreidler          |           |        |
| 19  | Terrence Keane       | Kreidler          |           |        |
| 20  | Guy Muyters          | Kreidler          |           |        |
| 21  | Pentti Salonen       | Puch              |           |        |
| 22  | Pierre Macin         | Derbi             |           |        |
| 23  | Jerôme van Haeltert  | Kreidler          |           |        |
| 24  | André Duchene        | Derbi             |           |        |

## Zijspanklasse
Hoewel Rolf Steinhausen in België als eerste vertrok, werd hij ingehaald door Klaus Enders. Steinhausen/Huber wisten echter goed bij de combinatie Enders/Engelhardt te blijven en wisten op de streep zelfs te winnen. Werner Schwärzel/Karl-Heinz Kleis eindigden als derde.

### Uitslag zijspanklasse
| Pos | Coureur               | Bakkenist         | Merk         | Tijd       | Punten |
| --- | --------------------- | ----------------- | ------------ | ---------- | ------ |
| 1   | Rolf Steinhausen      | Josef Huber       | König        | 36' 00" 25 | 15     |
| 2   | Klaus Enders          | Ralf Engelhardt   | Busch-BMW    | +0" 03     | 12     |
| 3   | Werner Schwärzel      | Karl-Heinz Kleis  | König        | +1' 41" 75 | 10     |
| 4   | Mick Boddice          | David Loach       | Windle-König | +1' 27" 35 | 8      |
| 5   | Heinz Luthringshauser | Hermann Hahn      | Busch-BMW    | +1' 34" 35 | 6      |
| 6   | Otto Haller           | Erich Haselbeck   | BMW          | +1' 37" 75 | 5      |
| 7   | Michel Pourcelet      | Gérard Lecorre    | BMW          | +4' 09" 05 | 4      |
| 8   | Egon Schons           | Horst Schons      | BMW          | +4' 57" 45 | 3      |
| 9   | Georges Rozez         | Serge van Humbeck | BMW          | +1 ronde   | 2      |
| 10  | Fritz Hänzi           | Erich Schmitz     | BMW          |            | 1      |
| 11  | Rudi Kurth            | Dane Rowe         | CAT-Crescent |            |        |
| 12  | Cees Smit             | Jan Smit          | Honda        | +2 ronden  |        |
| 13  | Helmut Schilling      | Günter Maier      | BMW          | +3 ronden  |        |

1921 · 1922 · 1923 · 1924 · 1925 · 1926 · 1927 · 1928 · 1929 · 1930 · 1931 · 1932 · 1933 · 1934 · 1935 · 1936 · 1937 · 1938 · 1939 · 1947 · 1948 · 1949 · 1950 · 1951 · 1952 · 1953 · 1954 · 1955 · 1956 · 1957 · 1958 · 1959 · 1960 · 1961 · 1962 · 1963 · 1964 · 1965 · 1966 · 1967 · 1968 · 1969 · 1970 · 1971 · 1972 · 1973 · 1974 · 1975 · 1976 · 1977 · 1978 · 1979 · 1980 · 1981 · 1982 · 1983 · 1984 · 1985 · 1986 · 1988 · 1989 · 1990